# Rubus chiliadenus
Rubus chiliadenus är en rosväxtart som beskrevs av Wilhelm Olbers Focke. Rubus chiliadenus ingår i släktet rubusar, och familjen rosväxter. Inga underarter finns listade i Catalogue of Life.